# Lutherapia
Lutherapia es un espectáculo teatral de humor musical del conjunto argentino de instrumentos informales Les Luthiers. Se estrenó el 22 de agosto de 2008 en el Teatro Astengo, de Rosario, Argentina, y su éxito logró que permaneciera en cartelera hasta 2010, siendo sucedido por el espectáculo ¡CHIST!, el cual es una antología de Les Luthiers. 
El espectáculo gira en torno a una terapia psicoanalítica en la que Marcos Mundstock representa el papel de psicólogo y Daniel Rabinovich el de paciente, y la charla entre ambos va dando lugar a los números que lo componen.
Este espectáculo ha sido aclamado tanto por la crítica como por el público  y se presentó en Chile y Uruguay en 2010, en México y España en 2012 y en Bolivia y Paraguay en 2013.
El espectáculo fue filmado en el año 2009.

## Personajes
- Murena: representado por Marcos Mundstock. Es un presentador de radio y televisión y psicólogo.
- Ramírez: representado por Daniel Rabinovich. Al igual que Murena es un presentador de radio y televisión.

Es muy común ver a estos personajes juntos en diferentes obras.

## Obras
- El cruzado, el arcángel y la harpía (Opereta medieval)

Christoff de Cottillón es un guerrero, enviado por Dios para liberar Tierra Santa junto a sus compañeros, pero el viaje se ve interrumpido por un intrépido amigo que les obstruye el camino.
- Dolores de mi vida (Galopa psicosomática)

Ramírez (Rabinovich) se enferma y se siente mal cada vez que su chica lo abandona, mientras sus amigos intentan brindarle apoyo y aliento.
- Pasión bucólica (Vals geriátrico)

Ya representada en 1986. Rosarito va de visita a casa de Clarita a tocar música y a compartir recuerdos.
- Paz en la campiña (Balada mugida y relinchada)

Ramírez ya no aguanta el disturbio de la ciudad y decide irse al campo en busca de la paz de su espíritu.
- Las bodas del Rey Pólipo (Marcha prenupcial)

El rey Pólipo espera la llegada de su futura esposa, la princesa Bicisenda. Dos juglares interpretan una obra para introducir a la princesa con su futuro marido.
- Rhapsody in Balls (Handball Blues)

Un hombre quiere tocar el bolarmonio junto a un pianista pero este no está de acuerdo.
- El flautista y las ratas (Orratorio)

Versión modificada de la de 1994. La ciudad está cada día más atestada de ratas, hasta que deciden llamar a un flautista para que resuelva el problema.
- Dilema de amor (Cumbia epistemológica)

Un muchacho habla sobre su noche en una discoteca pero todo se revuelve cuando comienza a hablar de Filosofía.
- Aria agraria (Tarareo conceptual)

Vals criollo en el que se emplean frases y palabras que parecen tarareos. Es un fragmento con algunas modificaciones de la versión de 1994 de El flautista y las ratas —originalmente llamada El orratorio de las ratas—.[cita requerida]
- El día del final (Exorcismo sinfónico-coral)

Un cura tiene que evitar que nazca el Anticristo (aparece la Exorcítara).

## Fuera de programa
- El explicado (Gato didáctico) - Pertenece originalmente al Recital del 75´ (1975)

- Ya no te amo Raúl (Bolera) - Pertenece al espectáculo Los Premios Mastropiero (2005)

## Instrumentos estrenados
- Bolarmonio (Creado por Fernando Tortosa)
- Exorcítara (Creado por Hugo Domínguez)

Instrumentos Thonet  creados por Pablo Reinoso:
- Silla eléctrica
- Bombo de asiento
- Tamburete
- Percusilla
- Percuchero